# روث رولاند نيكولز
روث رولاند نيكولز (بالإنجليزية: Ruth Rowland Nichols)‏ هي طيارة أمريكية، ولدت في 23 فبراير 1901 في نيويورك في الولايات المتحدة، وتوفيت في 25 سبتمبر 1960.